# Costa Oeste (Nova Zelândia)
A Costa Oeste (em maori:  Te Tai Poutini) é uma região da Nova Zelândia na costa oeste da Ilha do Sul que é administrada pelo Conselho Regional da Costa Oeste, e é conhecido co-oficialmente como Te Tai Poutini. Compreende as autoridades territoriais do Distrito de Buller, Distrito de Gray e Distrito de Westland. As principais cidades são Westport, Greymouth e Hokitika. A região, uma das áreas mais remotas do país, é também a mais escassamente povoada. Com uma população de apenas 32 000 pessoas, Te Tai Poutini é a região menos populosa da Nova Zelândia e é a única região onde a população está diminuindo.
A região tem uma história rica e importante. A própria terra é antiga, remontando ao período Carbonífero; isso é evidente pela quantidade de materiais carboníferos encontrados naturalmente ali, especialmente carvão. Colonizada pela primeira vez por Kāi Tahu em aproximadamente 1 200 d.C., a área é famosa em toda a Nova Zelândia por sua riqueza em pounamu greenstone. Kāi Tahu negociou milhões de dólares modernos da Nova Zelândia, tornando Te Tai Poutini uma das regiões mais ricas do país.

Após a chegada dos europeus, a região ficou famosa por suas vastas e inexploradas reservas de ouro, que historicamente não eram muito valorizadas. A região foi posteriormente colonizada por milhares de católicos irlandeses após a Fome Irlandesa, que constituem a maioria da população, ao lado dos indígenas Kāi Tahu e daqueles que vêm da mistura entre as duas populações. A região também foi muito procurada por estados com armas nucleares na década de 1950 por seus abundantes recursos de urânio, que muitos da Costa Oeste consideraram censuráveis. A Costa Oeste / Te Tai Poutini é praticamente a única região da Nova Zelândia onde a mineração de carvão ainda é amplamente praticada.